# 이재훈 (프로게이머)
이재훈(李在燻, 1981년 2월 22일 ~ )은 대한민국의 전직 스타크래프트 프로게이머, 프로게임단 코치이다.
대한민국 공군 사병으로 복무한 그는fOru라는 아이디를 사용하였며 주종족은 프로토스이다.

## 일생
2002년부터 2006년 말까지 CJ 엔투스에서 활동하였으며 2007년부터 2년간 공군 ACE에서 활동하기도 하였다.
2005년 11월 20일 WCG 2005 스타크래프트 부문에서 우승을 차지했다.
2010년 6월 23일, 용산 E-Sports 스타디움에서 은퇴식을 가졌다.
2010년 6월 23일, 은퇴식을 가진 직후, CJ 엔투스의 코치로 승격되었다.
2014년 12월 16일 CJ 엔투스는 보도자료를 통해 이재훈과의 계약을 종료한다고 밝혔다.

## 개요 및 약력
1999년부터 활동한 1세대 프로게이머로, 테란킬러라는 별명을 얻는 등 테란에 강한 면모를 보였다.
옵저버 드래군 전략을 당시 대테란전 표준 빌드로 확립하기도 했다.
하지만 지나치게 정석적인 플레이로 일관한다는 평가를 받았고, 기복이 매우 심하며, 방송경기에서 유독 약한 모습을 보여 현재의 메이저 방송대회에서는 상위입상하지 못했다.
때때로 방송경기에서도 강력한 플레이를 선보이는 일이 있다.
2007년 1월 19일, 공군에 입대하여 약 2년간 공군 ACE 팀에서 활동하였다.
2009년 4월 17일, 제대후 플레잉코치 자격으로 원소속팀 CJ 엔투스에 복귀하였다. 개인리그 예선에 출전하는 등 선수로서의 활동도 계속 하였다.
2010년 6월 23일, 플레잉 코치 이재훈이 후진 육성에 전념하기 위해 선수 은퇴를 결정한후, 신한은행 프로리그 09-10 5라운드 4주차 5경기 1세트 화승 오즈의 이제동과의 경기(패)를 끝으로 프로게이머 생활을 마무리했다.
같은날 경기장에서 은퇴식을 치뤘고 이후 CJ 엔투스의 코치로 승격되었다.
스페셜 포스2 종목을 맡았으며 이후 스페셜 포스 프로리그가 폐지된 2012년부터 2014년까지 팀의 리그 오브 레전드 종목 코치를 맡고 있다.

## 방송경기와의 악연
이재훈은 초창기 정상급 프로토스 유저이자 대테란전 최강자중 하나로 인정받아 왔지만, 데뷔 초부터 유독 방송경기와는 인연이 없었으며, 여러 '명경기의 희생자'가 되기도 했다.
- 2001년 3번의 스타리그 예선에서 모두 최종예선까지 진출한 후 탈락.
- 2002 KPGA 2차리그 8강 대이윤열전 '50게이트 사건' - River of Flame 맵에서의 경기. 이재훈은 앞마당만 먹은 이윤열을 상대로 거의 전멀티를 다 가져가며 전 맵에 게이트웨이를 무려 50여개나 짓는 등 압도적으로 유리했으나 타이밍을 노린 이윤열의 괴력에 점점 밀리며 결국 역전패를 당하고 말았다.
- 2003 올림푸스 스타리그 16강 대임요환전 - 토스전에 약한 것으로 알려진 임요환을 이기면 숙원이던 스타리그 8강 진출을 달성할 수 있는 상황, 토스에게 유리한 것으로 알려진 맵 기요틴에서 시작위치도 대각선이 걸리는 등 모든 상황이 이재훈에게 웃어주었지만 타이밍을 노린 바카닉 한방러쉬에 그대로 밀리며 패배, 탈락하고 말았다. 이 경기에서 전용준 캐스터의 신들린 듯한 중계[2] 또한 오랫동안 화제가 되었다.

- WCG 2005에서 우승할 수 있었던 것도 '공식리그 방송이 아니었기 때문'이라는 평가가 있다.

## 수상 경력

#### 개인 경력
- 1999년 제1회 나모모대회 우승
- 2000년 프로게이머 초청전 8강
- 2001년 이노츠배 주장원전 우승
- 2002년 ghemTV 스타리그 1차 8강
- 2002년 2002 KPGA TOUR 2차 리그 8강
- 2002년 KTF 나지트배 프로게이머 최강전 4회 우승
- 2002년 KTF 나지트배 프로게이머 최강전 8회 우승
- 2002년 네이트배 온게임넷 스타리그 16강
- 2003년 올림푸스배 스타리그 16강
- 2004년 WCG 국내예선 2위
- 2004년 WCG 8강
- 2005년 WCG (World Cyber Games)  2005 스타크래프트 부문 우승 (금메달)

#### 코치 경력
- 2009년 신한은행 프로리그 08-09 3위
- 2010년 신한은행 프로리그 09-10 6강
- 아주부 리그오브레전드 더 챔피언스 서머 2012 16강
- LOL 시즌2 월드 챔피언쉽 한국대표선발전 6위
- CPL 한국대표 선발전 준우승 (1:2 MVP White)
- 용쟁호투 8강
- IPL 5 LOL 한국대표 선발전 8강
- IEM7 쾰른 한국대표 선발전 준우승 (1:2 Eat Sleep Game)
- IEM7 퀼른 4강
- OLYMPUS the Champions Winter 2012-2013 8강
- 컨디션 헛개수 NLB Winter 2012-2013 준우승 (2:3 GSG)

## 트리비아
- 원래는 랜덤유저로서, GO팀(현 CJ엔투스) 시절에는 모든 종족으로 팀원들의 연습을 도왔다고 한다.

- DC 인사이드 스타크래프트 갤러리에서는 파파곰이라는 별명으로 불리고 있다. 이에서 변형되어 퐈퐈곰, 팦파곰 등으로 불리곤 한다.  이는 슈마GO시절의 소속선수 곰 세마리(아빠곰 이재훈, 둘째곰 전상욱(이후 이적에 따라 '가출곰'으로 바뀜), 아기곰 마재윤) 이야기에서 기인한다.

- 한량토스라는 별명은 확실히 승기를 잡았음에도 몰아치지 않고 안전한 플레이만을 계속한다 하여 붙여진 별명이나, 그의 너그럽고 한량해 보이는 외모에도 그 이유가 있다.